# Друиды

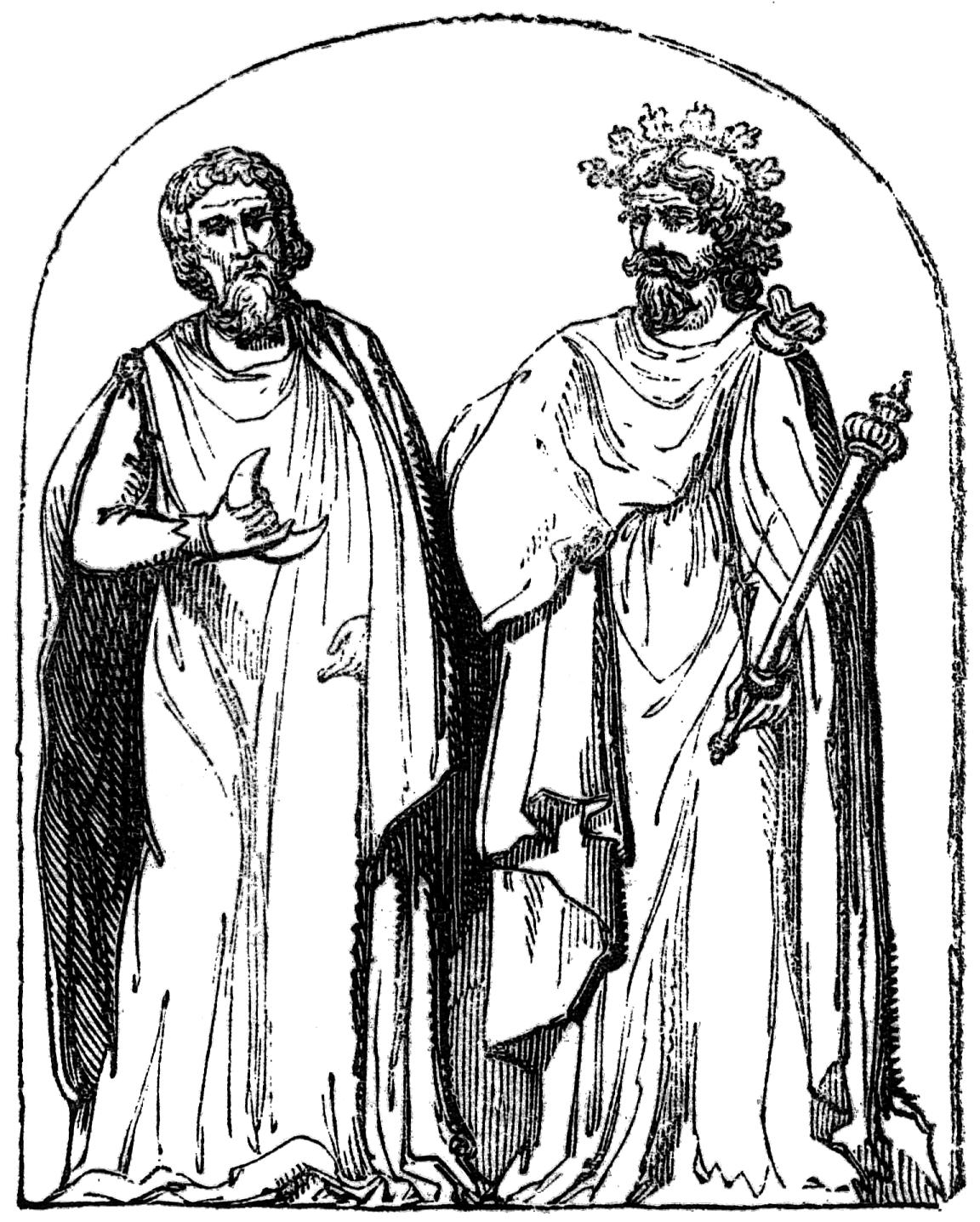
Прорисовка древнего галльского барельефа, как считалось ранее, изображающего друидов

Друи́ды (галльское druidae, древнеирландское druí, мн. ч. — druid) — жрецы у древних кельтских народов. Их сообщество было замкнутым, но не наследственным сословием. Они были также судьями, занимались врачеванием и астрономией. Роберт Макалистер и некоторые другие учёные начала XX века приписывали друидам создание огамического письма.
Почти все сведения о друидах происходят из «Записок о Галльской войне» и иных греко-римских сочинений IV в. до н. э. — II в. н. э. Из них следует, что друиды были хранителями героических преданий и мифологических поэм, которые они передавали молодёжи изустно.
Существуют разные гипотезы происхождения друидов. В теории трёх функций Ж. Дюмезиля друиды рассматриваются как реликт жреческого сословия праиндоевропейского общества наподобие древнеиндийских брахманов. По другой версии, институт друидов был позаимствован островными кельтами у доиндоевропейского населения северо-запада Европы.
У ирландцев и бриттов друиды рано перестали быть поэтами (уступив её бардам), а после введения христианства (IV—V века) быстро выродились в деревенских знахарей.

## Этимология
Слово «друид» происходит от латинского слова druidēs (мн. ч.), которое римские писатели считали происходящим от кельтского обозначения друидов.
Греческие тексты также используют форму δρυΐδης (druidēs). Хотя ни одна из сохранившихся романо-кельтских надписей не приводит такую форму, она родственна более поздним словам островных кельтских языков: древнеирл. druí «друид, колдун», древнекорн. druw, средневаллийское dryw «пророк». Основываясь на всех имеющихся формах, можно предположить, что на пракельтском языке слово это звучало как *dru-wid-s (мн. ч. — *druwides), что означало «тот, кто знает дуб». Два элемента слова восходят к праиндоевропейским корням *deru- («дерево», ср. англ. tree, русское «дерево», также связано со словом со значением «твердый», ср. англ. true, возможно, хотя и сомнительно, русское «древний») и *weid- «видеть» (а также «знать»).

## Обряды друидов
Особое место в обрядах друидов занимал процесс сбора омелы. Она использовалась друидами для лечения, а также при вытягивании жребия и для предсказаний будущего. Не всякая омела, однако, подходила для этого: для сбора сначала долго выбирали подходящее растение, после чего устраивали церемонию на шестой день луны. 

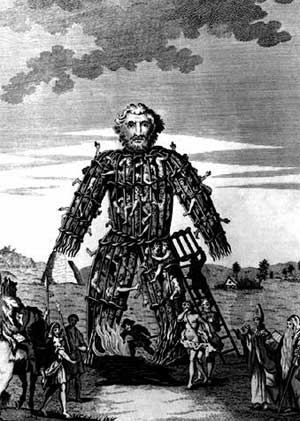
Гравюра XVIII века, изображающая сжигание друидами «плетёного человека»

Частым у друидов был и обряд жертвоприношения. Они приготавливали у подножия дерева всё необходимое для совершения жертвоприношения и торжественной трапезы. После этого приводили двух белых быков со связанными рогами. Жрец, одетый в белое, взобравшись на дерево, золотым серпом срезал омелу и складывал её в белый плащ. После этого быков приносили в жертву, совершая при этом хвалебную молитву божествам. Считается, что омела после этого ритуала была противоядием против любого яда. Гай Юлий Цезарь в «Записках о Галльской войне» (вероятно, опираясь на сведения Посидония) писал, что друиды рассчитывали на помощь своих богов, только если приносили человеческие жертвы. По словам Юлия Цезаря, для таких жертв употреблялись пленные враги, преступники, а при отсутствии таковых — и невинные люди. В Новое время, на основе свидетельства Цезаря, сложилась легенда о том, что обречённых на приношение в жертву сжигали в клетке из ивовых прутьев. Археологические подтверждения этих рассказов не обнаружены. Преобладает мнение, что, подобно самим римлянам, кельты прибегали к человеческим жертвоприношениям только в чрезвычайных положениях, каковым, безусловно, для них было вторжение войск Цезаря.
Плиний Старший описывал каннибализм друидов — то есть употребление в пищу человеческой плоти. Последние археологические находки — в пещере Алвестона (англ. Alveston) на юге графства Глостершир, а также в торфяном болоте Линдоу-мосс близ деревни Мобберли, графство Чешир, Великобритания (т. н. «человек из Линдоу») — подтверждают сообщения римлян. Так, в пещере в Алвестоне найдены кости примерно 150 человек, в том числе — женщин, убитых, как считают археологи, в жертвенных целях. Жертвы были убиты тяжёлым острым оружием, предположительно — топором или мечом. Анализ минерального состава костей подтвердил, что останки принадлежат людям, которые постоянно проживали в данной местности. Находка расколотой вдоль бедренной кости, как полагают, подтверждает потребление в пищу человеческой плоти — так как кость расколота, видимо, для того, чтобы достать костный мозг (расколотые таким же образом кости животных, которых употребляли в пищу — обычная находка в археологии). Находка в Алвестоне датируется примерно серединой I века н. э. — то есть именно тогда, когда римляне усиленно завоёвывали Британские острова.
К тому же периоду относится и так называемый «человек из Линдоу». Торфяное болото настолько хорошо сохранило убитого, что сохранилась и кожа, и даже кишечник. Это позволило подробно исследовать тело. Человек был убит непростым способом: ему был нанесён удар топором по голове, тяжёлый, но не смертельный, шея перетянута петлёй, а горло перерезано ножом — чтобы кровь хлынула потоком. На теле найдена пыльца омелы, что позволило связать жертву с друидами — так как известно, что друиды употребляли в жертвоприношениях ветки омелы, срезанные специальным золотым ножом. Исследователи полагают, что убитый молодой мужчина принадлежал к кельтской знати. На это указывают маникюр на руках, аккуратная стрижка, бритьё, строение тела, характерное для людей, не занятых тяжёлым физическим трудом.
Есть мнение, что римляне уничтожали друидов как вдохновителей и организаторов кельтского сопротивления. Возможно, описанные выше жертвы были принесены, чтобы заручиться поддержкой богов в войне против римлян. Как раз в это время (40 — 60 гг. н. э.) римские войска под руководством сначала будущего императора Веспасиана, а потом — наместника Гая Светония Паулина активно продвигались вглубь Британии. Однако жертвы не помогли: во время войны с Боудиккой в 60 году н. э. римские войска захватили главный оплот британских друидов — остров Мона (о. Англси в Северном Уэльсе). Защитники острова были убиты, а святилища друидов и их священные рощи — уничтожены.

## Восприятие в Новое и Новейшее время

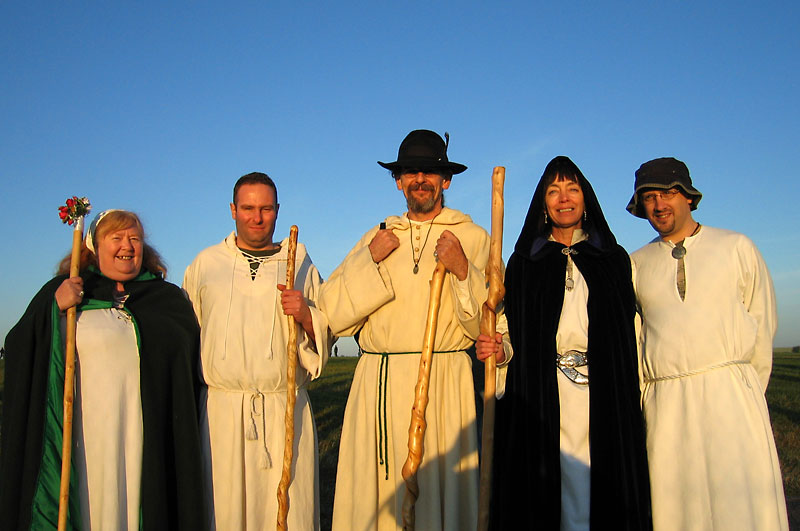
Современные английские неодруиды

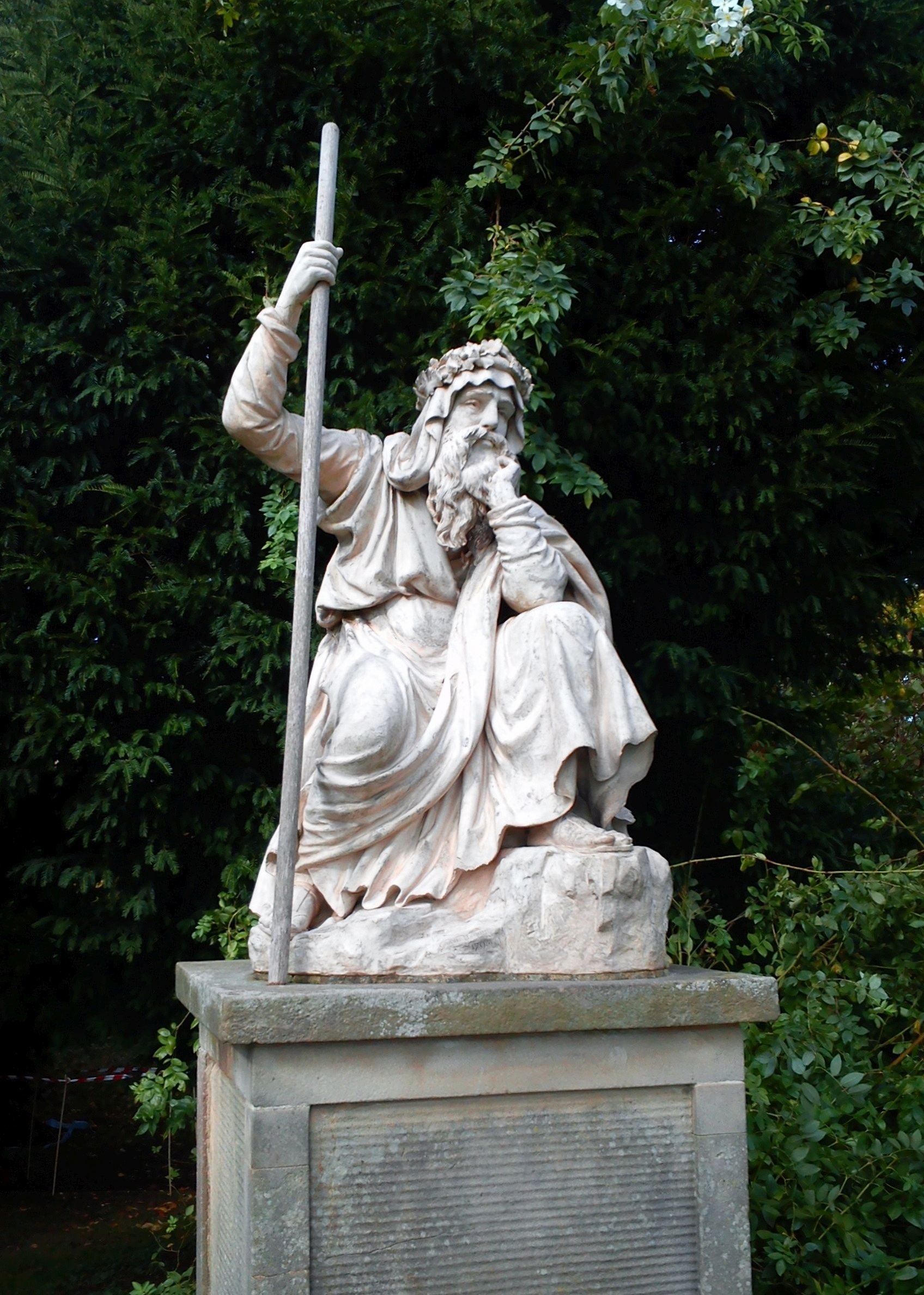
Статуя друида

Возрождение интереса к друидам в Англии произошло в XVII—XVIII веках на волне изучения классической античности. Джон Обри (1626—1697) приписывал друидам сооружение таких британских мегалитов, как например Стоунхендж. Вслед за Обри много писал про друидов пастор Стьюкли (1687—1765), считавший их приверженцами авраамической религии, родственной христианству.
Ошибочные построения Обри и Стьюкли получили дальнейшее развитие в эпоху романтического национализма, когда в друидах видели истинных вдохновителей британского сопротивления римлянам, а к их числу относили даже воинственную царицу Боадицею. Наряду с готической традицией Нового времени существовала и менее известная друидическая традиция: в литературе английского романтизма был востребован экзотический, окружённый мистической аурой образ друида, живущего в полной гармонии с природой. Хранителями духовного наследия друидов и продолжателями их традиций в то время считались валлийские барды и филиды. Друидическая тематика проникла в популярную литературу и музыку того времени («Мученики» Шатобриана, «Норма» Беллини).
В 1909 году в Англии сложилось неодруидическое движение, которое искало свои истоки в деятельности Уильяма Блейка и Джона Толанда. Британская комиссия по делам благотворительности 2 октября 2010 года признала поклонение друидов духам природы религией. Согласно данным BBC News за 2003 год, к друидам себя причисляли более десяти тысяч британцев.